# 氷のなかの冬ごもり
『氷のなかの冬ごもり』（こおりのなかのふゆごもり、原題 仏: Un hivernage dans les glaces ）は、1855年に発表されたジュール・ヴェルヌの短編冒険小説。

## 概要
1855年に『Musée des familles』誌に掲載され、1874年に短篇集である『オクス博士』に収録された。ヴェルヌはこの作品を皮切りに『ハテラス船長の冒険』や『氷のスフィンクス』のような極地探検の作品を著した。

## あらすじ
ラ・ジュヌ・アルディ号はダンケルク港に3か月ぶりに帰港したが、そこには乗っているはずの船長のルイ・コルンビュットの姿はなかった。船長は遭難した船の救助の途中で行方不明になっていた。船長の父のジャン・コルンビュットは、ラ・ジュヌ・アルディ号で仲間たちと共に北極圏へ捜索に向かうが、数々の試練が一向に待ち受ける。

## 登場人物
- ジャン・コルンビュット (Jean Cornbutte) - 老練な船乗りで、行方不明になった息子を捜索するために北極海へ向かう。
- ルイ・コルンビュット (Louis Cornbutte) - ジャンの息子で。ノルウェー沖を航海中に、漂流する遭難船の救助のために乗り移るが、その後行方不明。
- マリー (Marie) - ジャンの姪で、ルイの婚約者。捜索隊に参加する。
- アンドレ・ヴァスリング (André Vasling) - オランダ生まれの熟練した船乗り。
- ペネラン (Penellan) - ジャンの長年の仕事仲間。独断でマリーを捜索隊に加わらせる。

## 日本語訳
- 「氷上越冬譚」大久保和郎（訳）、角川文庫、1968年 - 『悪魔の発明』に収録。
- 「氷のなかの冬ごもり」窪田般弥（訳）、創元SF文庫、1970年 - 『オクス博士の幻想』に収録。
- 「北海の越冬」大久保和郎（訳）、パシフィカ、1979年 - 『北海の越冬／緑の光線』に再録。